# وست اورچارد
وست اورچارد (به انگلیسی: West Orchard) یک روستا و محله مدنی در بریتانیا است که در North Dorset واقع شده‌است. وست اورچارد ۵۰ نفر جمعیت دارد.